# Campionato sudamericano maschile di pallacanestro 2008
Il 43º Campionato dell'America Meridionale Maschile di Pallacanestro (noto anche come FIBA South American Championship 2008) si è svolto dal 12 al 16 luglio 2008 a Puerto Montt in Cile. Il torneo è stato vinto dalla nazionale argentina.
I FIBA South American Championship sono una manifestazione contesa dalle squadre nazionali dell'America meridionale, organizzata dalla CONSUBASQUET (Confederazione America Meridionale), nell'ambito della FIBA Americas.

## Squadre partecipanti
- Argentina
- Brasile
- Cile
- Colombia
- Uruguay
- Venezuela

## Classifica finale
| Pos | Squadra   | V-P | Formazione |
| --- | --------- | --- | --- |
|     | Argentina | 5-1 | Argentina4 Gutiérrez, 5 García, 6 González, 7 Gerbaudo, 8 Cequeira, 9 de los Santos, 10 Pelussi, 11 Stanic, 12 Locatelli, 13 Quinteros, 14 Mainoldi, 15 Mata, All. Guillermo Narvarte       |
|     | Uruguay   | 4-2 | Uruguay4 Barrera, 5 Vázquez, 6 Aguiar, 7 Silveira, 8 Mazzarino, 9 Charquero, 10 García Morales, 11 González, 12 Páez, 13 Castrillón, 14 Izaguirre, 15 Batista, All. Gerardo Jauri           |
|     | Venezuela | 3-3 | Venezuela4 Marriaga, 5 Julio, 6 Cedeño, 7 Bethelmy, 8 Centeno, 9 Torres, 10 Guevara, 11 Vargas, 12 Marín, 13 Osorio, 14 Sucre, 15 Pérez, All. Nelson Solórzano                              |
| 4   | Brasile   | 4-2 | Brasile4 Arthur, 5 Diego, 6 Hélio Vitor, 7 Luís Felipe, 8 Dedé, 9 William Drudi, 10 Cascão, 11 Teichmann, 12 Hátila, 13 Caio Torres, 14 Lucas, 15 Manteiguinha, All. Paulo Teixeira Sampaio |
| 5   | Colombia  | 1-4 | Colombia4 Moreno, 5 Cañedo, 6 Guevara, 7 Contreras, 8 Pérez, 9 Mosquera, 10 Barrios, 11 Aragón, 12 Arcila, 13 Londoño, 14 Montoya, 15 Bacci, All. Hernán Giraldo                            |
| 6   | Cile      | 0-5 | Cile4 Arteaga, 5 Elliot, 6 Mendez, 7 Sáez, 8 Campos, 9 Carrasco, 10 Hernández, 11 Briones, 12 Prützmann, 13 Coro, 14 Valencia, 15 París, All. Daniel Allende                                |